# دیم، فرانسه
دیم، فرانسه (به فرانسوی: Dième) یک کمون در فرانسه با جمعیت ۱۶۴ نفر است که در Canton of Tarare واقع شده‌است.